# El Coll (Susqueda)
El Coll és una entitat de població del municipi de Susqueda, a la comarca de la Selva. En el cens de 2006 tenia 38 habitants. En aquest poble hi ha el Santuari del Coll, amb vistes sobre el pantà de Susqueda i el poble d'Osor.